# Равалпіндський договір
Равалпіндський договір — прелімінарна мирна угода між Сполученим Королівством Великої Британії та Ірландії і Еміратом Афганістаном укладена 8 серпня 1919 року в індійському (нині пакистанському) місті Равалпінді після третьої англо-афганської війни. З афганської сторони договір підписав афганський емір Аманулла-хан.
За цим договором англійці були змушені визнати незалежність Афганістану, хоча саме визнання не включено до тексту договору англійцями, а містилося в окремій ноті, переданій секретарем із закордонних справ англо-індійського уряду Гамільтоном Грантом главі афганської делегації. Афганський емір Аманулла-хан змушений був піти на низку поступок: йому довелося відмовитися від прагнення об'єднати під своєю владою закордонних афганців, що населяли прикордонні області Індії; визнати колишній кордон з Індією. Крім того:
- у статті 2 договору британський уряд у «знак свого невдоволення» оголошував про заборону транзиту зброї та спорядження через Індію до Афганістану;
- згідно зі статті 3 Англія припиняла видачу субсидії, що виплачується нею попереднім афганським правителям;
- стаття 4 встановлювала 6-місячний термін, протягом якого афганський уряд мав довести своїми діями та поведінкою «щиру готовність відновити дружбу з Англією». Тільки після закінчення цього терміну переговори могли поновитися.